# Оленєгорськ
Оленєгорськ (рос. Оленегорск, півн.-саам. Olenegorska), до 1957 Олєнья (рос. Оленья) — місто в Мурманській області Росії. Адміністраційний центр Оленегорського міського округу.

## Географія
Місто розташоване на озері Пермусозеро, північніше Полярного кола, за 94 км від Мурманська.

## Клімат
У місті вологий континентальний клімат.
| Кліматограма Оленєгорська                                                                                                 | Кліматограма Оленєгорська | Кліматограма Оленєгорська | Кліматограма Оленєгорська | Кліматограма Оленєгорська | Кліматограма Оленєгорська | Кліматограма Оленєгорська | Кліматограма Оленєгорська | Кліматограма Оленєгорська | Кліматограма Оленєгорська | Кліматограма Оленєгорська | Кліматограма Оленєгорська |
| --- | ------------------------- | ------------------------- | ------------------------- | ------------------------- | ------------------------- | ------------------------- | ------------------------- | ------------------------- | ------------------------- | ------------------------- | ------------------------- |
| С | Л                         | Б                         | К                         | Т                         | Ч                         | Л                         | С                         | В                         | Ж                         | Л                         | Г                         |
| 32 −10 −15 | 30 −10 −14                | 34 −5 −11                 | 38 1 −5                   | 53 7 0                    | 72 13 6                   | 77 17 10                  | 69 14 9                   | 61 9 5                    | 59 2 −1                   | 38 −3 −7                  | 37 −7 −11                 |
| Середня макс. і мін. температури повітря (°C) Атмосферні опади (мм), за рік : 600 мм. Джерело: «Climate-Data.org» (англ.) |                           |                           |                           |                           |                           |                           |                           |                           |                           |                           |                           |

## Історія

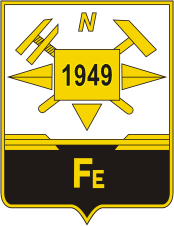
Герб, що використовувався за радянських часів

Заснований в 1949 році як робітниче селище Оленья. Статус міста присвоєно Указом Президії Верховної Ради РРФСР від 27 березня 1957 року. Залізнична станція Оленья на місці міста відкрита в 1916 році при будівництві Мурманської залізниці.

## Населення
Чисельність населення, що проживає на території населеного пункту, за даними Всеросійського перепису населення 2010 року становить 23 072 особи, з них 10 469 чоловіків (45,4 %) та 12 603 жінки (54,6 %).

## Економіка
- Оленєгорський ГЗК, розробляє Оленєгорське залізорудне родовище.
- ВАТ «Оленєгорський механічний завод» випускає запасні частини і не стандартизоване обладнання для гірничометалургійних підприємств.
- Авіабаза Оленєгорськ (Оленья) розташована в селищі Високий, за озером Пермусозеро на схід від міста.

## Міста-побратими
- Паяла[4]
- Посіо[4]
- Карасьйок[4]